# Czesława Górska
Czesława Karolina Górska (ur. 23 kwietnia 1937 w Żabnie, zm. 2 stycznia 2019 w Sulejówku) – polska farmaceutka, dr hab., profesor Politechniki Radomskiej.

## Życiorys
Córka Bronisława i Józefy. Obroniła pracę doktorską, następnie habilitowała się na podstawie dorobku naukowego i pracy. Pracowała w wytwórni leków weterynaryjnych "Biowet" Puławy, oraz objęła funkcję profesora w Katedrze Chemii na Wydziale Materiałoznawstwa, Technologii i Wzornictwa Politechniki Radomskiej im. Kazimierza Pułaskiego. W 1989 kandydowała na posła w okręgu puławskim.
W 1995 otrzymała Złoty Krzyż Zasługi.
Zmarła 2 stycznia 2019.